# Amtsgericht Lüdenscheid

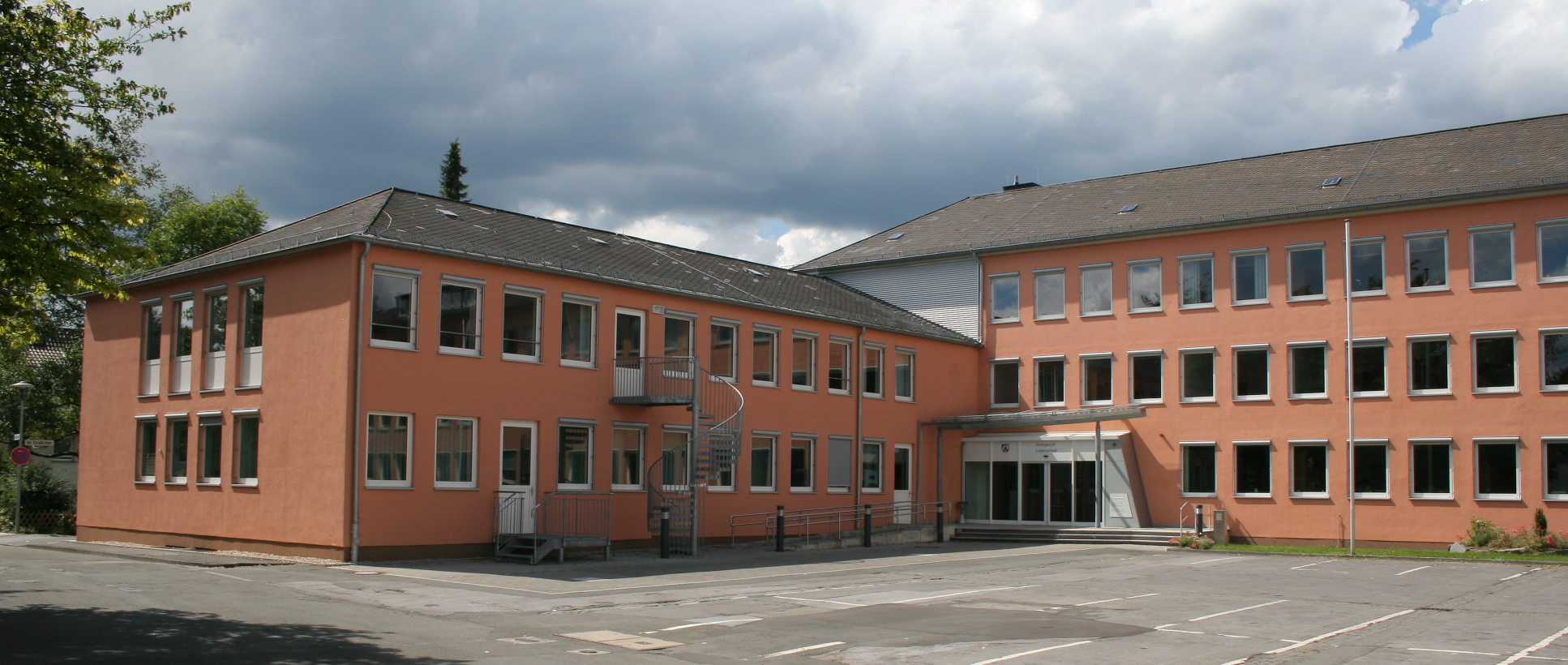
Heutiges Gerichtsgebäude

Das Amtsgericht Lüdenscheid ist ein Gericht der ordentlichen Gerichtsbarkeit in Lüdenscheid. Von den neun Amtsgerichten im Bezirk des Landgerichts Hagen ist es das drittgrößte.

## Gerichtssitz und -bezirk

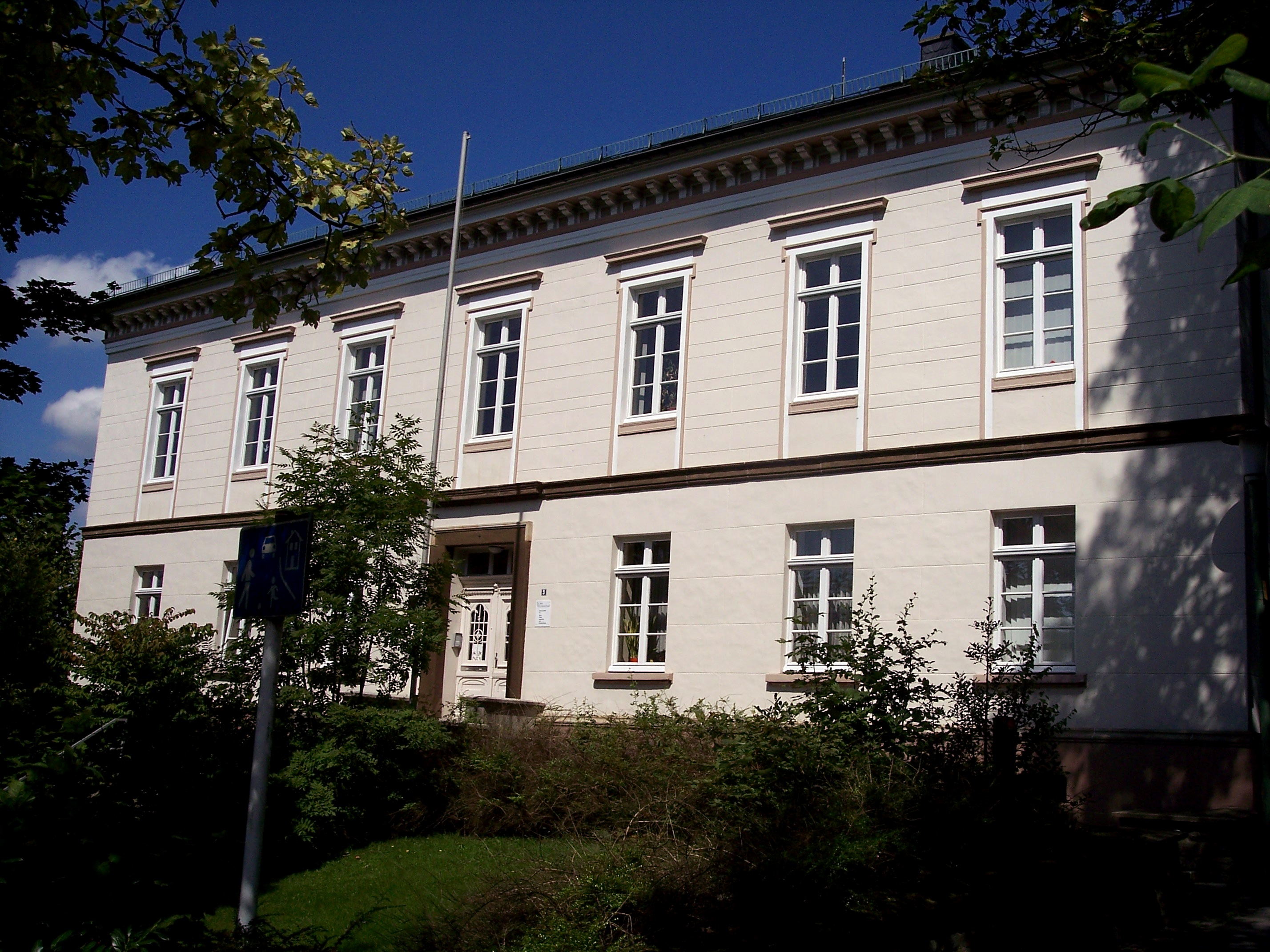
Gerichtsgebäude von 1844

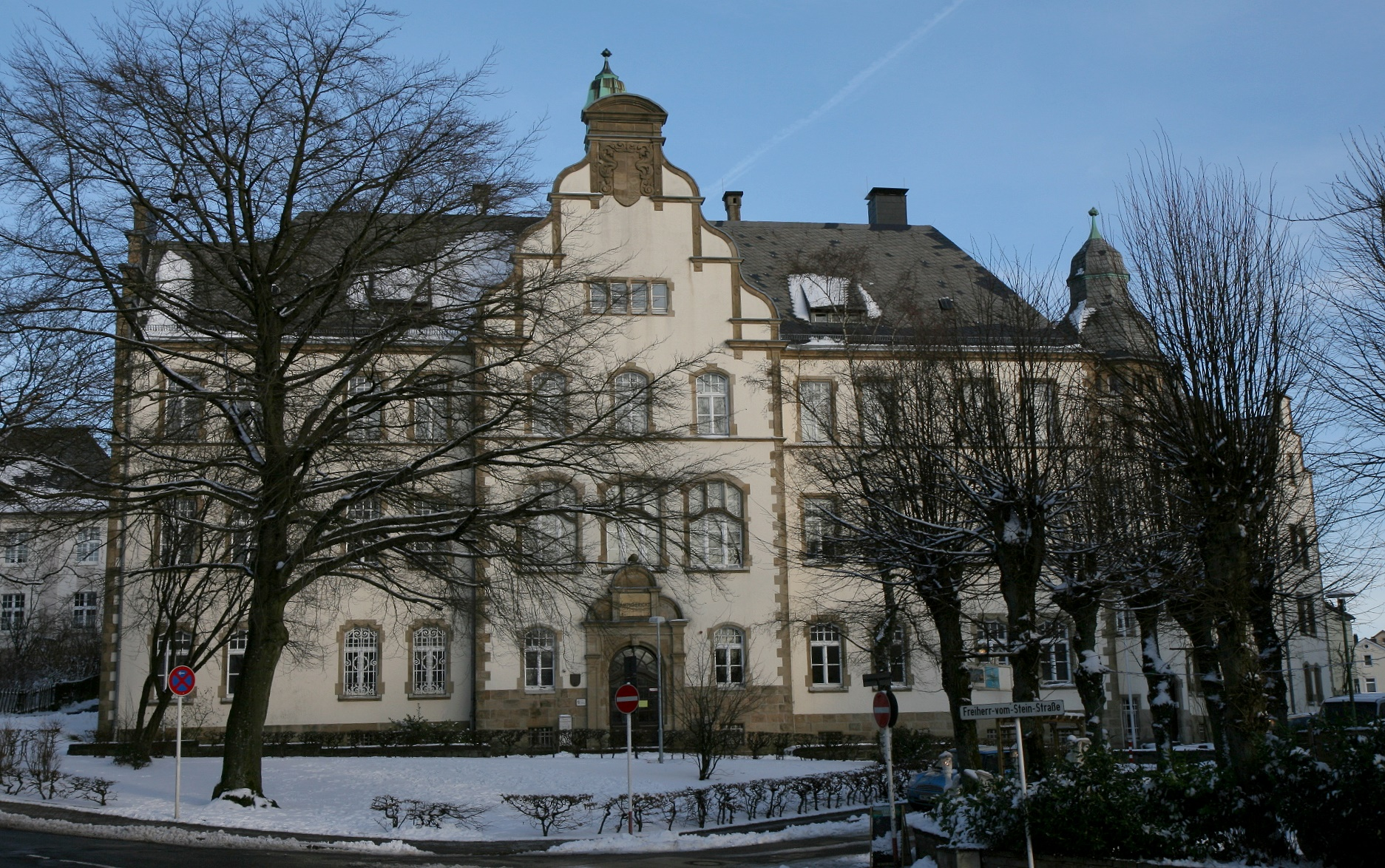
Gerichtsgebäude von 1907

Sitz des Gerichts ist Lüdenscheid im Märkischen Kreis, Nordrhein-Westfalen. Der Gerichtsbezirk ist ca. 202 km² groß und erstreckt sich auf die Städte Lüdenscheid und Halver sowie die Gemeinde Schalksmühle. In ihm leben rund 97.000 Menschen.
In Familiensachen ist das Amtsgericht Lüdenscheid auch für die Gemeinden Kierspe und Meinerzhagen zuständig. Ferner sind ihm die Haftsachen aus dem Bezirk des Amtsgerichts Altena übertragen.
Die Aufgaben des Landwirtschaftsgerichts sind dem Amtsgericht Lüdenscheid auch für die Bezirke der Amtsgerichte Altena, Meinerzhagen und Plettenberg zugewiesen.
Das Handels-, Genossenschafts- und Vereinsregister für den Bezirk des Amtsgerichts Lüdenscheid wird beim Amtsgericht Iserlohn geführt. Für Mahn- und Insolvenzverfahren ist das Amtsgericht Hagen zuständig.

## Gebäude
Das Gericht residierte ursprünglich in dem 1844 errichteten Gebäude Staberger Straße 3 und sodann bis 2004 in dem von 1905 bis 1907 in Bauformen der Neurenaissance erbauten Gebäude Philippstraße 29, das als „stadtbildprägendes Gerichtsgebäude in der Architektursprache der Wilhelminischen Zeit“ als Baudenkmal geschützt ist. Danach wurde es im ehemaligen Gebäude des Finanzamtes, Dukatenweg 6, untergebracht. Dort hält auch das Arbeitsgericht Iserlohn Gerichtstage ab.

## Geschichte
In Lüdenscheid bestand von 1849 bis 1879 das Kreisgericht Lüdenscheid. Das königlich preußische Amtsgericht Lüdenscheid wurde mit Wirkung zum 1. Oktober 1879 als eines von 12 Amtsgerichten im Bezirk des Landgerichtes Hagen im Bezirk des Oberlandesgerichtes Hamm gebildet. Der Sitz des Gerichtes war Lüdenscheid. Sein Gerichtsbezirk umfasste den Kreis Altena außer den Teilen die den Amtsgerichten Altena, Meinerzhagen und Plettenberg zugeordnet waren. Am Gericht bestanden 1888 zwei Richterstellen. Das Amtsgericht war damit ein mittelgroßes Amtsgericht im Landgerichtsbezirk. Gerichtstage wurden in Halver gehalten.

## Übergeordnete Gerichte
Unmittelbar übergeordnet ist das Landgericht Hagen. Zuständiges Oberlandesgericht ist das Oberlandesgericht Hamm.